# Высшее общество (фильм, 2018)
«Высшее общество» (англ. High Life) — научно-фантастический фильм режиссёра Клер Дени. Премьера фильма состоялась 9 сентября 2018 года на Кинофестивале в Торонто.

## Сюжет
Действие картины протекает в глубоком космосе на исследовательской станции. Молодой мужчина по имени Монте работает на станции один и ухаживает за младенцем-девочкой. Он посылает отчёт о своей работе через бортовой компьютер — в частности, он сообщает, что для экономии электроэнергии он принял решение о сбросе всего балласта с корабля. Показано, как мужчина вынимает из специального отсечка тела нескольких ранее умерших мужчин и женщин, надевает на них скафандры и сбрасывает за борт. Предшествующие события раскрываются через серию флэшбеков.
Оказывается, что корабль находится на орбите вокруг чёрной дыры. Ранее группе преступников, приговорённых к смертной казни, в качестве замены наказания было предписано осуществить эксперименты по возможному отбору энергии от чёрной дыры, исследуя так называемую гипотезу процесса Пенроуза. При этом даже успешное выполнение миссии не спасёт преступников — они проведут всю свою жизнь на станции и уже никогда не смогут вернуться на Землю. Сам Монте, ещё будучи подростком, совершил убийство — он убил свою подругу из-за того, что та убила его собаку.
Одновременно руководитель миссии доктор Дибс проводила ряд экспериментов по продолжению жизни на станции. Мужчины обязаны были сдавать свою сперму, женщины — яйцеклетки. Дибс проводила искусственное оплодотворение, а рождённых детей отнимала у матерей. Из-за космической радиации эксперименты были безуспешны в течение многих лет. Наконец, рождается девочка, которая выживает. Однако экипаж станции погружается в разочарование и полную безысходность. Находящиеся на станции умирают или убивают друг друга. Дибс кончает с собой, перед смертью признавшись Монте, что ребёнок — его дочь.
Проходит более десяти лет, дочь Монте Уиллоу становится подростком. Происходит встреча и стыковка с такой же станцией, на которой оказываются одни собаки: Уиллоу просит отца взять щенка к ним на корабль, но Монте отказывает, поскольку это может привести к заражению. Когда станция приближается к чёрной дыре, Монте и Уиллоу садятся в шатл и, перейдя горизонт событий чёрной дыры, опускаются в неё.

## В ролях
- Роберт Паттинсон — Монте
- Жюльет Бинош — доктор Дибс
- Миа Гот — Бойс
- Андре Бенджамин — Черни
- Ларс Айдингер — Чандра
- Агата Бузек — Нансен
- Юэн Митчелл — Эттор
- Клер Тран — Минк
- Глория Обьяно — Электра
- Джесси Росс — Уиллоу

## Критика
Фильм получил в основном положительные оценки кинокритиков. На сайте Rotten Tomatoes фильм имеет рейтинг 88 % на основе 48 рецензий критиков со средней оценкой 8 из 10. На сайте Metacritic фильм получил оценку 81 из 100 на основе 14 рецензий, что соответствует статусу «всеобщее признание».

## Релиз
Мировая премьера прошла 9 сентября 2018 года.